# Simrat Kaur

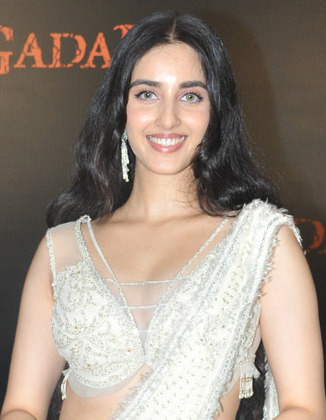
Simrat Kaur

Simrat Kaur Randhawa (Marathi सिमरत कौर रंधवा; * 16. Juli 1997 in Mumbai) ist eine indische Schauspielerin.

## Leben und Karriere
Kaur wuchs in einer Sikh-Familie auf. Sie hat einen Bachelor-Abschluss in Informatik. Ihr Debüt gab sie 2017 in dem Film Prematho Mee Karthik. Anschließend spielte sie 2018 in Soni mit. Außerdem trat sie 2020 in Dirty Hari auf. 2023 wurde Kaur für den Film Maya Petika gecastet. Im selben Kahr bekam sie eine Rolle in Gadar 2.
Neben ihrer Filmkarriere war Simrat in Punjabi-Musikvideos wie Burj Khalifa und Laara Lappa zu sehen.

## Filmografie
- 2017: Prematho Mee Karthik
- 2018: Parichayam
- 2018: Soni
- 2020: Dirty Hari
- 2023: Maya Petika
- 2023: Gadar 2
- 2023: Booha Band Kardo
- 2024: Vanvaas